# Goes
Goes ( udtalelse ?; Zeeuws: Hoes) er en kommune og en by, beliggende på halvøen Zuid-Beveland i den sydlige provins Zeeland i Nederlandene. Per 1 april 2016 har kommunen 37.211 indbyggere.

## Kernerne
Goes kommune har følgende (lands)byer: